# Mingxi
För andra betydelser, se Mingxi (olika betydelser).
Mingxi, tidigare känd som Kweihwa, är ett härad som ingår i staden Sanming på prefekturnivå i provinsen Fujian i sydöstra Kina. Det ligger omkring 210 kilometer väster om provinshuvudstaden Fuzhou.
Häradet hette tidigare Guihua (eller Kweihwa), men för att undvika sammanblandning med Guihua i dåvarande Suiyuan-provinsen bytte orten namn till Mingxi 1933. 
Under första hälften av 1930-talet var Mingxi bland de härad som kontrollerades av den Kinesiska sovjetrepubliken.

## Administrativ indelning
Mingxi är indelat i fyra köpingar och fem socknar.
Köpingar (zhen):

- Gaiyang (盖洋镇)
- Hanxian (瀚仙镇)
- Hufang (胡坊镇)
- Xuefeng (雪峰镇)

Socknar (xiang):

- Chengguan (城关乡)
- Fengxi (枫溪乡)
- Shaxi (沙溪乡)
- Xiafang (夏坊乡)
- Xiayang (夏阳乡)